# دکستر پیتمن
دکستر پیتمن (انگلیسی: Dexter Pittman؛ زادهٔ ۲ مارس ۱۹۸۸) بازیکن بسکتبال اهل ایالات متحده آمریکا است.
از باشگاه‌هایی که در آن بازی کرده‌است می‌توان به میامی هیت، ممفیس گریزلیز، و آتلانتا هاوکس اشاره کرد.